# ولاية الكاف
ولاية الكاف هي إحدى ولايات تونس الأربع والعشرين وعاصمتها مدينة الكاف. تمتد على مساحة 5081 كم² وتمثل نقطة تواصل في إقليم الشمال الغربي كما تضطلع بدور حيوي في تنشيط الإقليم باعتبار أنها تمثل نقطة عبور لأهم محاور الطرقات الطريق الوطنية رقم 5 تربط بين تونس والجزائر مرورا بساقية سيدي يوسف.

## التاريخ
تأسست ولاية الكاف في جوان 1956 حول مدينة الكاف. وتتكون من 12 معتمدية، 12 بلدية و87 عمادة.

## الجغرافيا
تقع ولاية الكاف في الشمال الغربي للجمهورية التونسية وعلى الحدود الجزائرية. يبعد مركز الولاية حوالي 175 كلم عن تونس العاصمة.

## السياحة
تعتمد السياحة في ولاية الكاف على وجود مائدة يوغرطة و البازيليك و القصبة و متحف العادات التقليدية وحمام ملاق ومقابر اليهود والمسيح ومراكز تخزين المياه الرومانية
و سد ملاق أين هناك طبيعة خلابة.

## الاقتصاد
يعتمد اقتصاد ولاية المغازات والمطاعم وأهم المغازات هي Le bon choix و happy market و المغازة العامة و مونوبري (تونس) و عديد المطاعم. و يتم تحويل مياه سد ملاق من إلى كهرباء ويتم نقلها إلى مدينة محطة المحاميد أين يتم نقلها إلى كامل ولاية الكاف.

## الثقافة
تمتلك مدينة الكاف معلمين أساسيين أين تقيم حفلاتها وهما البازيليك رغم أن إستعماله ليس كثير والقصبة وتمتاز الكاف بمهرجان ميو أين يتم إعداد الأكلة التي تميز الكاف وهي البرزقان ومهرجان الكاف تغني لتونس حيث يغني العديد من المغنين فيه وتملك الكاف مهرجان يتكون من 31 يوما في ليالي رمضان وليلة العيد أين يأتي الكوميديون والمغنون والممثلون ليقدموا مسرحيات و أغاني وعروض كوميدية وبها مائدة تسمى بمائدة يوغرطة سيتم عن قريب تسجيلها في منظمة اليونسكو.بعد انتقال الأندلوسيين إلى تونس جلبوا معهم العديد من الأشياء الجديدة التي يتميزون بها ومنها المالوف الذي إنتشر في الكاف وهو نوع من الغناء.

## المعتمديات
- تاجروين
- الجريصة
- الدهماني
- ساقية سيدي يوسف
- السرس
- القصور
- القلعة الخصبة
- قلعة سنان
- الكاف الشرقية
- الكاف الغربية
- نبر
- الطويرف

## التوزع الديمغرافي
يقطن ولاية الكاف 258.790 نسمة حسب إحصائيات سنة 2004، وتتوزع بالنحو التالي:
| العمادة                 | ذكور   | إناث   | المجموع | الأسر | المساكن |
| ----------------------- | ------ | ------ | ------- | ----- | ------- |
| معتمدية الكاف الغربية   | 15095  | 14856  | 29951   | 7107  | 7840    |
| معتمدية الكاف الشرقية   | 20198  | 20258  | 40456   | 10028 | 10824   |
| معتمدية نبر             | 13792  | 14536  | 28328   | 6255  | 6766    |
| معتمدية ساقية سيدي يوسف | 10169  | 10358  | 20527   | 4645  | 5144    |
| معتمدية تاجروين         | 14893  | 15766  | 30659   | 7155  | 7941    |
| معتمدية قلعة سنان       | 8014   | 8440   | 16454   | 3828  | 4156    |
| معتمدية القلعة الخصباء  | 3535   | 3818   | 7353    | 1744  | 1837    |
| معتمدية الجريصة         | 5507   | 5791   | 11298   | 2787  | 3093    |
| معتمدية القصور          | 8606   | 8494   | 17100   | 3451  | 3589    |
| معتمدية الدهماني        | 15340  | 15409  | 30749   | 6609  | 6925    |
| معتمدية السرس           | 12618  | 13297  | 25915   | 5498  | 5786    |
| مجموع الولاية           | 127767 | 131023 | 258790  | 59107 | 63901   |

## الرياضة
ينشط في الولاية عدة أندية رياضية أبرزها نادي أولمبيك الكاف الذي ينتمي لدوري الرابطة التونسية المحترفة الثانية لكرة القدم و نادي برنوصة الذي ينتمي لدوري الرابطة التونسية المحترفة الرابعة لكرة القدم يمرن النادي في ملعب الكاف الذي يتسع لعشرة آلاف متفرج وبها معهد عالي للرياضة وتنتشر في الكاف أربع رياضات أساسية وهي كرة السلة و كرة القدم و كرة المضرب و جمباز و ورياضة فكرية واحدة وهي شطرنج